# Zodarion fuscum
Zodarion fuscum là một loài nhện trong họ Zodariidae.
Loài này thuộc chi Zodarion. Zodarion fuscum được Eugène Simon miêu tả năm 1870.